# Reguła Titiusa-Bodego
Reguła Titiusa-Bodego (także prawo Bodego lub szereg Titiusa-Bodego) – hipoteza, według której średnie odległości planet od gwiazdy centralnej w Układzie Słonecznym spełniają dość dokładnie pewne proste arytmetyczne prawo. Prawo to zostało odkryte pod koniec XVIII w. przez Johanna Daniela Titiusa i Johanna Elerta Bodego.
W badaniach Układu Słonecznego dzięki hipotezie Titiusa-Bodego poprawnie przewidziano orbitę Ceres oraz Urana, jednak reguła nie przewidziała orbity Neptuna. Od odkrycia tej planety w połowie XIX wieku reguła została jeszcze wielokrotnie sfalsyfikowana. Mimo tego jej zmodyfikowany wariant, znany jako prawo Dermotta, stosuje się nadal jako formułę empiryczną opisującą nie tylko relacje orbit planet względem gwiazd, ale także relację księżyców względem planet.

## Historia odkrycia

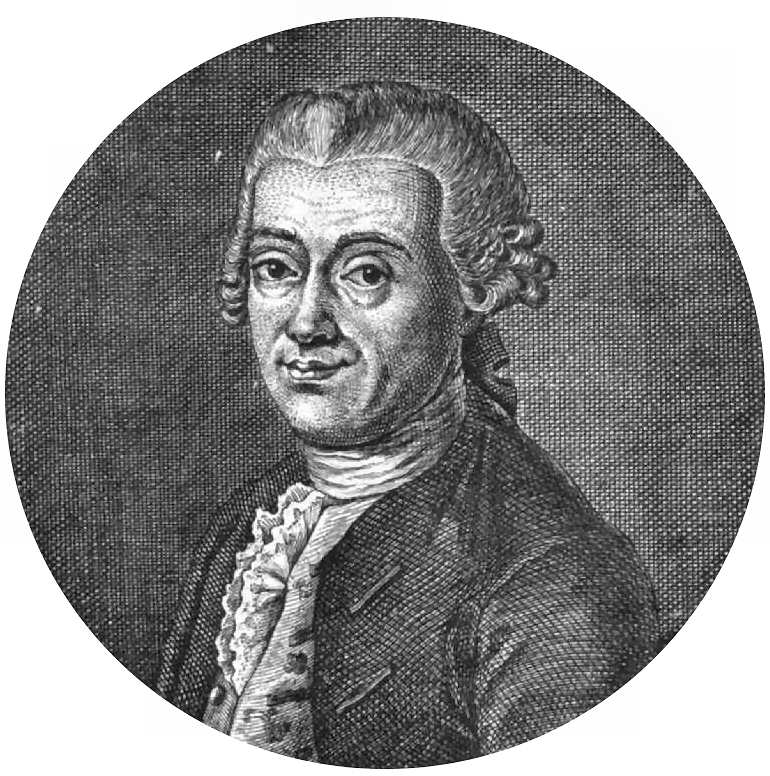
Johann Daniel Titius

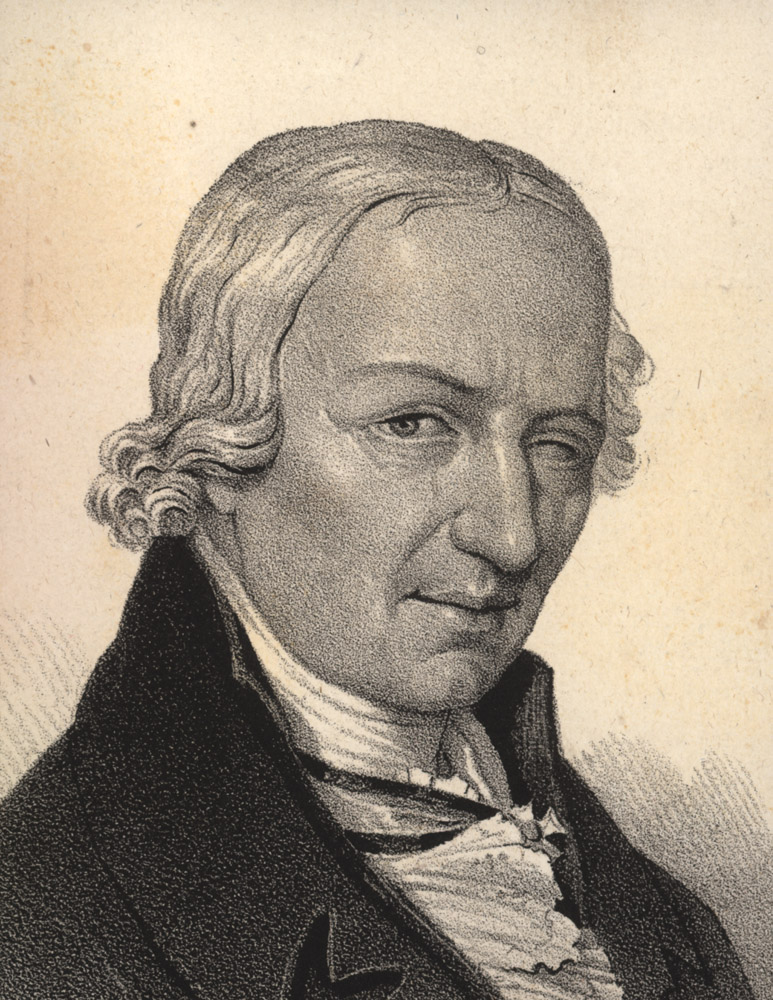
Johann Elert Bode

Hipoteza ta została przedstawiona w 1766 roku przez Daniela Titiusa i opublikowana w roku 1772 przez dyrektora obserwatorium astronomicznego w Berlinie, Johanna Elerta Bodego; od nazwisk tych dwóch badaczy pochodzi nazwa. W niektórych źródłach odkrycie reguły przypisywane jest niemieckiemu filozofowi Christianowi Wolffowi w roku 1724, a nawet Davidowi Gregory’emu.
Prawo to dość wiernie odtwarzało długości wielkich półosi wszystkich planet do Saturna włącznie, ale pozostawiało puste miejsce na planetę pomiędzy Marsem a Jowiszem. Odkrycie przez Williama Herschela Urana o orbicie położonej dalej i rozszerzającej zasięg działania reguły Titiusa-Bodego dodatkowo wzmocniło przekonanie, że pomiędzy Marsem a Jowiszem musi znajdować się dodatkowa planeta. W roku 1801 Giuseppe Piazzi zaobserwował pierwszą planetoidę, znajdującą się we wskazanym miejscu, znaną obecnie pod nazwą Ceres, której orbita o wielkiej półosi wynoszącej 2,77 j.a. doskonale pasowała do przewidywań wzoru (2,8 j.a.); zapoczątkowało to odkrycie wielu ciał w obszarze znanym obecnie jako pas planetoid.

## Reguła
Pierwotna formuła brzmiała:
{\displaystyle a={\frac {n+4}{10}},}
gdzie:
- {\displaystyle a} – średnia odległość planety od Słońca,
- {\displaystyle n} – 0, 3, 6, 12, 24, 48, ..., każda następna liczba jest podwojeniem poprzedniej.

Ostatecznie reguła przyjęła następującą postać:

Średnia odległość a planety od Słońca w jednostkach astronomicznych (j.a.):
{\displaystyle a=0,4+0,3\cdot k,}
gdzie:
{\displaystyle k} = 0, 1, 2, 4, 8, ... (ciąg kolejnych potęg dwójki wraz z zerem).
Astronomowie nie są zgodni co do powodu, dla którego satelity Słońca spełniają omówioną zależność, ani co do tego, czy podobne reguły mają zastosowanie również do innych układów.
Za prawdopodobne wyjaśnienie uważa się, że rezonans orbitalny powstający pomiędzy ciałami w Układzie Słonecznym powoduje powstanie obszarów „zabronionych”, w których brak orbit o długich okresach stabilności. Wyniki symulacji procesów planetotwórczych wydają się sugerować, że reguły podobne do reguły Titiusa-Bodego stanowią naturalną konsekwencję procesów planetotwórczych.
Badania pozasłonecznych systemów planetarnych także sugerują, że pewien rodzaj reguły Titiusa-Bodego może być prawem uniwersalnym. Analizę szczególnie bogatego układu planetarnego wokół gwiazdy HD 10180 przeprowadził Lovis i współpracownicy, wykazując istnienie co najmniej pięciu, a może nawet siedmiu planet w tym układzie. Planety te, a także kilka innych układów planetarnych, składających się z co najmniej trzech planet, wskazują na istnienie czegoś w rodzaju reguły Titiusa-Bodego. Materiał obserwacyjny jest jednak na razie zbyt ubogi, aby można było z niego wyciągnąć bardziej kategoryczne wnioski.

## Konfrontacja reguły z rzeczywistością
| element Układu Słonecznego | k   | średnia odległość od Słońca w j.a. | średnia odległość od Słońca w j.a. |
| element Układu Słonecznego | k   | według Titiusa-Bodego              | rzeczywista                        |
| -------------------------- | --- | ---------------------------------- | ---------------------------------- |
| Merkury                    | 0   | 0,4                                | 0,39                               |
| Wenus                      | 1   | 0,7                                | 0,72                               |
| Ziemia                     | 2   | 1,0                                | 1,00                               |
| Mars                       | 4   | 1,6                                | 1,52                               |
| Pas planetoid              | 8   | 2,8                                | 2,17 – 3,64                        |
| Jowisz                     | 16  | 5,2                                | 5,2                                |
| Saturn                     | 32  | 10,0                               | 9,54                               |
| Uran                       | 64  | 19,6                               | 19,2                               |
| Neptun                     | 128 | 38,8                               | 30,1                               |
| Pluton (136199) Eris       | 256 | 77,2                               | 39,5 67,8                          |

W powyższej tabeli widać wyjątki od reguły Titiusa-Bodego:
- Nie ma planety pomiędzy Marsem a Jowiszem, jednakże w przestrzeni pomiędzy nimi istnieje pas planetoid. Pierwsza planetoida, Ceres[a], została odkryta przez Piazziego w roku 1801, jej średnia odległość od Słońca wynosi 2,77 j.a.,
- Neptun znajduje się dużo bliżej, niż zakłada reguła. Między innymi dlatego po jego odkryciu rozpoczęto poszukiwania dziewiątej planety (do 2006 roku uważano, że jest to Pluton),
- W sekwencji brakuje obiektów Pasa Kuipera.